# ハーバービュー・クラブ
ハーバービュー・クラブ（Harbor view Club）は、那覇市にあった米軍基地 (FAC6063)。将校クラブ、琉球列島米国民政府の職員などの在沖アメリカ人による会員制社交クラブ(米国市民会員制社交クラブ) として使われた豪華な施設で、沖縄鹿鳴館ともよばれた。1972年に返還され、現在は沖縄ハーバービューホテルとして改装されている。

## 概要
沖縄戦から継続使用され、沖縄の米軍人、軍属の会議室、食堂、バー及びその他娯楽施設等が完備された豪華な社交場として使用された。 正会員はアメリカ人が中心であったが、琉球列島米国民政府の高官など政官財各界の指導階層も名誉会員にしており、社交の場として盛んに使用された。そのため、別名「沖縄鹿鳴館」とも呼ばれた。キャラウェイ高等弁務官の「沖縄の自治は神話にすぎない」発言は、ここでの席上で行われた。
館内のレストランや売店は免税措置がとられており、1960年当時ウイスキーの水割り1杯が15セント（当時の為替レートで54円）であった。また高額配当が出るスロットマシンが設置されており、利用者が大金を注ぎ込んだ。
- 所在地：那覇市上泉町1丁目、泉崎2丁目、字楚辺、字壺川
- 面積：約16,200㎡ (1972年の段階)[3]

### 米軍基地として
- 1945年: 米陸軍の工作隊の基地として使用。工兵隊と入れ替わりで、米軍のメスホール（食堂）や将校クラブができ、のちにハーバービュークラブに。1957年頃から政財界の有力者もそのその会員となった[4]。
- 1963年3月5日、キャラウェイ高等弁務官がハーバービュークラブの「金門クラブ3月月例会」に招かれ演説「自治とは現代では神話であり存在しない。琉球が再び独立国にならないかぎり不可能」「琉球政府への権限委譲は行政命令にも規定し、努力も払われているが現在の琉球政府の状態ではまだまだ」と発言した[2]。

### 返還後
- 1972年8月14日: 返還
- 1975年6月7日: 沖縄県本土復帰記念事業「沖縄国際海洋博覧会」の開催に合わせ、「ハーバービュー」の名を冠する「沖縄ハーバービューホテル」として開業 (現在の ANAクラウンプラザホテル沖縄ハーバービュー) として再スタートした[5]。
- 2015年4月６日: 前年12月10日の翁長雄志知事当選後、菅義偉官房長官は4カ月後の初めての会談場所にハーバービューを選んだ。菅官房長官が沖縄に対して再三使う「粛々と」という言葉を、キャラウェイの「沖縄の自治は神話にすぎない」の言葉と重なる、と批判した[6][7]。